# Centro Tecnológico Forestal de Cataluña
El Centro de Ciencia y Tecnología Forestal de Cataluña (CTFC) es un centro de investigación forestal ubicado en Solsona (Lérida), y es uno de los principales centros de investigación aplicada en esta temática del estado español. Con sede en Solsona (Lérida), se fundó en 1996, bajo la forma jurídica de consorcio formado por el Consell Comarcal del Solsonés, la Universidad de Lérida, la Diputación de Lérida, la Fundación Catalana para la Investigación y la Innovación, y la Generalidad de Cataluña. Su dinámica se ha caracterizado por un crecimiento que hace que actualmente, la institución cuente con cerca de un centenar de profesionales en plantilla entre científicos, técnicos, becarios y personal de administración, y que cuente con el apoyo de administraciones, instituciones y empresas que colaboran con ella. 
La actividad del CTFC no se restringe únicamente a la investigación competitiva, sino que la transferencia de tecnología y del conocimiento y la formación, que representan un importante volumen de su actividad, valorizan sus resultados. La transferencia de tecnología en forma de convenios con las empresas y las administraciones públicas se complementa con la organización de seminarios para el gran público y agentes del sector (gestores,  propietarios, técnicos, administración y científicos, etc .), a nivel nacional e internacional, contribuyendo a la transferencia de este conocimiento y a la creación de debate. En el ámbito de la formación, la actividad del CTFC abarca desde la formación de base para trabajadores hasta la formación continua y la formación especializada en forma de postgrados y másteres.
El CTFC forma parte de CERCA, la red de centros de investigación de excelencia de la Generalidad de Cataluña. Está evaluado por un Comité Científico Asesor externo cada cuatro años (2012, 2016) y tiene la obligación de implantar sus recomendaciones.

## Misión
La misión del CTFC es contribuir a la modernización y a la competitividad del sector forestal, el desarrollo rural y la gestión sostenible del medio natural, mediante la investigación, la formación y la transferencia de tecnología y el conocimiento a la sociedad con el ánimo de convertirse en un centro de referencia en el ámbito nacional e internacional por el prestigio y por la excelencia de su actividad en el entorno forestal y de desarrollo rural.
Las principales actividades del Centro se han orientado tradicionalmente a esta misión. Sin embargo, la complejidad del sector forestal en Cataluña y su relativa fragilidad comparada con otros sectores económicos, ha llevado a una reinterpretación de la misión en el contexto de la investigación. En este sentido, el principal lema de la institución se ha centrado en la exploración de la multifuncionalidad natural de los bosques del Mediterráneo, que tienen una riqueza única comparada con otros tipos de bosques, y además de la madera, incluyen un gran número de productos y servicios comercializados y no comercializados que repercuten en la sociedad, desde la energía de la biomasa hasta los setas o la calidad del agua, la biodiversidad o la reducción del riesgo de incendios.
El CTFC se ha implicado en varias iniciativas políticas a nivel regional del Mediterráneo, los resultados de las cuales se han utilizado directamente en procesos políticos: Estrategia Regional de la Biomasa Forestal, ZECs Natura 2000, Plan General de Política Forestal (2012), declaración de Tlemcen sobre los bosques del Mediterráneo (2012), Plan de prevención de grandes incendios forestales (2015-2016), Plan Estratégico de la Madera (2015).

## Visión
Ser un centro de referencia a nivel local, nacional e internacional en los ámbitos forestal y del desarrollo rural, de prestigio reconocido por la excelencia de su actividad.

## Programas de trabajo
La actividad de I+D del CTFC está estructurada en seis programas de trabajo, muy relacionados entre ellos. Cada uno está articulado en diferentes líneas de trabajo, no solo relacionadas con la investigación, sino también con la transferencia de tecnología y la formación.
- Selvicultura y gestión forestal.
  -     - Dinámica y crecimiento de especies forestales en relación con las condiciones ambientales y las técnicas de gestión forestal.
    - Desarrollo de modelos silvícolas y herramientas de gestión forestal adaptadas al contexto de cambio global en las zonas del Mediterráneo (bosques mixtos, integración del riesgo de incendios, productos forestales no madereros, biodiversidad).
    - Frondosas nobles para la producción de madera de calidad, restauración de bosques de alta calidad y diversificación. Investigación sobre esquemas de plantación y manejo: plantaciones mixtas, sistemas agroforestales y de adaptación de especies.
    - Integración del fuego (natural y prescrito) como herramienta de gestión y práctica silvícola.
    - Conocimiento de la respuesta de los ecosistemas forestales a la cambiante situación actual, provocada por el abandono de los bosques y la gestión de la agricultura, junto con el cambio climático.
    - El papel de la gestión silvopastoral en la prevención de incendios o la conservación de la biodiversidad.
- Producción forestal: madera y bioenergía.
  - Seguimiento, análisis e innovación en los aprovechamientos forestales.
  - Biomasa forestal como fuente de energía.
  - Movilización de madera.
  - Bio- based productos.
  - Productos madereros.
  - Certificación tecnológica de productos forestales.
  - Herramientas de apoyo a la movilización de recursos forestales.
- Socioeconomía y política forestal.
  - Desarrollo de instrumentos y procesos de planificación forestal, gestión de espacios protegidos y gestión de riesgos naturales.
  - Herramientas de apoyo a la política forestal, al desarrollo rural y a la gestión costo-eficiente de las políticas ambientales.
  - Análisis de perspectivas sociales, participación y comunicación forestal.
  - Análisis y evaluación de políticas públicas.
  - Valoración económica de los bienes y servicios forestales.
  - Desarrollo de esquemas de pago por servicios ambientales y regulación del uso social del bosque.
  - Mercados y marketing de los productos y servicios forestales.
- Funcionamiento de ecosistemas y biodiversidad.
  - Estudio de la biodiversidad, los patrones estructurales y procesos funcionales en los pastos, los bosques y otros ecosistemas agrícolas para desarrollar modelos ecológicos y establecer las bases para una gestión sostenible en el contexto del cambio global.
  - Estudio de la biología de poblaciones y procesos ecológicos que inciden sobre la biodiversidad.
  - Mejora de la gestión y la planificación del territorio relacionada con la conservación de la biodiversidad.
  - Conocimiento de la respuesta de los ecosistemas forestales a la cambiante situación actual, provocada por el abandono de los bosques,  la gestión de la agricultura y el cambio climático.
  - Estudio del transporte de sedimentos y procesos geomorfológicos en los canales de los ríos en las unidades fluviales, con seguimiento sobre el terreno por medio de las estaciones de muestreo automáticas.
  - Estudio de los patrones estructurales y las relaciones funcionales entre el suelo, las plantas y los animales, para contribuir a una economía sostenible y la gestión ecológica de los sistemas agrosilvopastorales en un contexto de cambio global.
- Incendios forestales y otras perturbaciones
  - Integración del fuego (natural y prescrito) como herramienta de gestión y práctica silvícola.
  - Estudio del papel del fuego en la resiliencia y resistencia de los ecosistemas mediterráneos.
  - El papel de la gestión silvopastoral en la prevención de incendios o la conservación de la biodiversidad.
  - Integración del riesgo de incendio en la planificación territorial.
  - Análisis de los patrones de ignición y propagación de los incendios forestales.
  - Análisis coste- eficiente de las alternativas de gestión del riesgo de incendios forestales.
  - Percepción y comunicación del riesgo y herramientas para la reducción de la vulnerabilidad social.
  - Prevención y respuesta a nuevas patologías.
  - Otras perturbaciones: control biológico del chancro del castaño, detección de podredumbres de duramen, etc.
- Productos forestales no madereros.
  - Estimación de la producción y diversidad micológica en Cataluña.
  - Integración de la producción micológica en la planificación y gestión silvícola (micosilvicultura).
  - Socioeconomía y gobernanza de las actividades micológicas.
  - Ecología y cultivo de trufa negra (Tuber melanosporum).
  - Cultivo, transformación y comercialización de plantas aromáticas y medicinales.
  - Prospección, caracterización y asesoramiento sobre la recolección silvestre de las plantas aromáticas y medicinales.
  - Otros productos forestales no madereros: miel, piñones, piñas, corcho.

El CTFC creó en 2013 el CEMFOR (Centro para la Investigación Forestal de Mediterráneo). Reúne a los principales investigadores del CTFC que trabajan sobre los ecosistemas forestales mediterráneos: Actualmente su investigación se centra en tres ejes: la comprensión de los procesos históricos que han afectado a los ecosistemas y su estado actual, la evaluación de la respuesta de los ecosistemas actuales a los distintos factores de cambio, y a la previsión mediante modelos integradores de los ecosistemas forestales, según posibles futuros escenarios socioeconómicos y ambientales.

## Algunos de los investigadores principales
- Dr. Lluís Brotons, responsable del Área de Ecología del Paisaje.
- Dra. Míriam Piqué, responsable del Área de Gestión Forestal Sostenible.
- Dr. Lluís Coll, responsable del grupo de Funcionamiento y Dinámica del Bosque.
- Dr. Pere Casals, responsable del Área de Ecología y Gestión de Sistemas Silvopastorales.
- Dr. Pere Rovira, Ciencias del Suelo.
- Dr. José Ramón González, Modelización de Perturbaciones Forestales.
- Dr. Jordi Camprodon, Conservación de la Biodiversidad.
- Dr. José Antonio Bonet, Producción Micológica.
- Dr. Miquel de Cáceres, Modelización de la Vegetación.
- Dr. Virgilio Hermoso, Apoyo a las decisiones medioambientales.
- Dr. Jordi García-Gonzalo, Optimización de Modelos.
- Dra. Irina Prokofieva, Economía Forestal.
- Dra. M. Teresa Sebastià, responsable del Área de Ecología Funcional y Cambio Global.
- Dr. Damià Vericat, Hidrología.
- Dr. Carlos Colinas, Patología Forestal.
- Gerard Bota, responsable del Área de Biología de la Conservación.

## Organización del CTFC
Los estatutos del CTFC, como centro público de investigación, están publicados en el Diario Oficial de la Generalidad de Cataluña. Fueron aprobados por el Acuerdo de Gobierno GOV / 94/2016 , de 28 de junio.
El Centro tiene un reglamento interno de funcionamiento  y actualmente dispone de cuatro Comités asesores externos: el Comité científico Asesor, y los Comités sectoriales de la madera, forestal y de biomasa.
| Dirección del CTFC |                    |
| ------------------ | ------------------ |
| 1996-2006          | Francisco Rovira   |
| 2006-2010          | José Antonio Bonet |
| 2010-2012          | Gloria Domínguez   |
| 2012-2016          | Denis Boglio       |
| 2016-              | Antoni Trasobares  |

El Comité Científico Asesor
- Dr. Yves Birot, INRA, France (2011-2015)
- Dra. Isabel Cañellas, INIA, España (2011)
- Dr. Christian Messier, CEF, Canadá (2011)
- Dr. Marco Palahi, EFI, Finlandia (2011)
- Dra. Margaret Shannon, Univ. New York, USA (2011-2015)
- Dra. Jordina Belmonte, ICTA, España (2016)
- Dr. Pedro Beja, CIBIO, Portugal (2016)
- Dr. Bart Muys, Univ. Leuven, Bélgica (2011)
- Dr. Andreas Kleinschmidt, FCBA, France (2011)

El CTFC dispone de un Plan de igualdad de oportunidades desde el año 2008. El recientemente aprobado HRS4R  pide la elaboración de un nuevo plan de igualdad de oportunidades para el año 2016. 
Las 5 acciones más representativas aplicadas son:
- Las POLÍTICAS DE BALANCE DE GÉNERO: consolidar la igualdad de oportunidades en materia de contratación, el clima de trabajo, la promoción de la tenencia y la visibilidad de las políticas CTFC.
- DIFUSIÓN Y LENGUAJE: Informar al personal sobre el Plan de Igualdad de Oportunidades y su incidencia en el CTFC. Promover un lenguaje equilibrio de género dentro de la institución y ser conscientes de la neutralidad en la presentación de la institución.
- DESARROLLO: la neutralidad de garantía sobre el reclutamiento y la promoción de los procesos de tenencia.
- CONCILIACIÓN DE LA VIDA PERSONAL Y PROFESIONAL: mejorar la conciliación de vida profesional y personal de los miembros de la institución.
- CONDICIONES DE TRABAJO: promover el equilibrio de género en la evaluación de las condiciones de trabajo.

## Alianzas y redes
El CTFC es uno de los 3 centros de investigación de la Universidad de Lérida, y tiene un acuerdo de adscripción para los profesores de la Universidad que deseen desarrollar sus actividades de investigación en el Centro. 
Es un miembro fundador de GEIE FORESPIR, una agrupación que reúne a los principales actores forestales de las regiones pirenaicas.
CTFC es un miembro del Instituto Forestal Europeo, después de haber sido el origen de su oficina en el Mediterráneo. Contribuye financieramente de forma anual con esta oficina (EFIMED), y comparte oficinas en sus instalaciones en el Recinto de Sant Pau en Barcelona.
CTFC cuenta con una Unidad Común de Investigación con el CREAF, Inforest, centrada en los servicios de los ecosistemas forestales.
Es un miembro activo de la Asociación de Colaboración de la FAO Silva Mediterránea de Bosques Mediterráneos (CPMF), y tiene una importante vinculación con el Centre de l'Etude des Forêts (CEF) de Quebec, y con el Instituto Nacional de Investigación Agronómica (INIA) de España.
Dispone de su propia empresa spin-off: Forest Bioengineering Solutions, con el objetivo de poner en valor de mercado de los conocimientos generados por sus equipos de I+D.
El CTFC es miembro activo de la red internacional de lucha contra la deforestación: / Gobernadores por el Clima y los Bosques, representando a Cataluña como único gobierno sub-nacional europeo en esta red mundial.

## Localización
La sede central se encuentra en Solsona, una parte boscosa de Cataluña. También cuenta con oficinas en Gerona (Santa Coloma de Farners), en Tarragona (Espluga de Francolí), Lérida (Parque Científico y Tecnológico) y Barcelona (Recinto Sant Pau).
En Solsona, cuenta con dos instalaciones: en el edificio del Seminario, con actividades relacionadas con la comunidad local, y a 2 km de la ciudad en la zona de Can Mascaró, con las actividades de investigación.

## Producción científica
| Año  | SCI Papers | Investigadores full time | Trabajos/investigador |
| ---- | ---------- | ------------------------ | --------------------- |
| 2015 | 70         | 49                       | 1.43                  |
| 2014 | 55         | 34                       | 1.62                  |
| 2013 | 48         | 33                       | 1.45                  |
| 2012 | 63         | 36                       | 1.75                  |

Publicaciones recientes (2016):
- Hermoso V, Clavero M, Villero D, Brotons L. EU's conservation efforts need more strategic investment to meet continental conservation needs. Conservation Letters. DOI: 10.1111/conl.12248.
- Ameztegui A, Coll L, Brotons L, Ninot JM. Land-use legacies rather than climate change are driving the recent upward shift of the mountain tree line in the Pyrenees. Global Ecology and Biogeography. DOI: 10.1111/geb.12407.
- Annighöfer P, Ameztegui A, Ammer C, Balandier P, Bartsch N, Bolte A, Coll L, Collet C, Ewald J, Frischbier N, Gebereyesus T, Haase J, Hamm T, Hirschfelder B, Huth F, Kändler G, Kahl A, Kawaletz H, Kuehne C, Lacointe A, Lin N, Löf M, Malagoli P, Marquier A, Müller S, Promberger S, Provendier D, Röhle H, Sathornkich J, Schall P, Scherer-Lorenzen M, Schröder J, Seele C, Weidig J, Wirth C, Wolf H, Wollmerstädt J, Mund M. Species-specific and generic biomass equations for seedlings and saplings of European tree species. European Journal of Forest Research. DOI: 10.1007/s10342-016-0937-z.
- Benavides R, Escudero A, Coll L, Ferrandis P, Ogaya R, Gouriveau F, Peñuelas J, Valladares F. Recruitment patterns of four tree species along elevation gradients in Mediterranean mountains: Not only climate matters. Forest Ecology and Management.
- Buendia C, Batalla RJ, Sabater S, Palau A, Marce R. Runoff Trends Driven by Climate and Afforestation in a Pyrenean Basin. Land Degradation & Development. DOI: 10.1002/ldr.2384.
- Buendia C, Bussi G, Tuset J, Vericat D, Sabater S, Palau A, Batalla RJ. Effects of afforestation on runoff and sediment load in an upland Mediterranean catchment. Science of the Total Environment. DOI: 10.1016/jscitotenv.2015.07.005.
- Camps D, Villero D, Ruiz-Olmo J, Brotons L. Niche constraints to the northwards expansion of the common genet (Genetta genetta, Linnaeus 1758) in Europe. Mammalian Biology. DOI: 10.1016/j.mambio.2016.03.003.
- Casals P, Valor T, Besalú A, Molina-Terrén D. Understory fuel load and structure eight to nine years after prescribed burning in Mediterranean pine forests. Forest Ecology and Management. DOI: 10.1016/j.foreco.2015.11.050.
- Cattarinoa L, Hermoso V, Bradfordb LW, Carwardinee J, Wilsonf KA, Kennardb MJ, Linke S. Accounting for continuous species' responses to management effort enhances cost-effectiveness of conservation decisions. Biological conservation. DOI: 10.1016/j.biocon.2016.02.030.
- Davies GM, Domenech R, Gray A, Johnson PCD. Vegetation structure and fire weather influence variation in burn severity and fuel consumption during peatland wildfires. Biogeosciences. DOI: 10.5194/bg-13-389-2016.
- Decocq G, Andrieu E, Brunet J, Chabrerie O, De Frenne P, De Smedt P, Deconchat M, Diekmann M, Ehrmann S, Giffard B, Gorriz-Mifsud E, Hansen K, Hermy M, Kolb A, Lenoir J, Liira J, Moldan F, Prokofieva I, Rosenqvist L, Varela E, Valdés A, Verheyen K, Wulf M. Ecosystem Services from Small Forest Patches in Agricultural Landscapes. Current Forestry Reports. DOI: 10.1007/s40725-016-0028-x.
- Franklin SB, Hunter JT, De Cáceres M, Dengler J, Krestov P, Landucci F. Introducing the IAVS Vegetation Classification Working Group. Phytocoenologia. DOI: 10.1127/phyto/2016/0116.
- Gibbins CN, Vericat D, Batalla RJ, Buendia C. Which variables should be used to link invertebrate drift to river hydraulic conditions? Fundamental and Applied Limnology. DOI: 10.1127/fal/2015/0745.
- Gil-Tena A, Aquilue N, Duane A, Cáceres M de, Brotons L. Mediterranean fire regime effects on pine-oak forest landscape mosaics under global change in NE Spain. European Journal of Forest Research. DOI: 10.1007/s10342-016-0943-1.
- Górriz-Mifsud E, Secco L, Pisani E. Exploring the interlinkages between governance and social capital: A dynamic model for forestry. Forest Policy and Economics. DOI: 10.1016/j.forpol.2016.01.006.
- Górriz-Mifsud E, Varela E, Piqué M, Prokofieva I. Demand and supply of ecosystem services in a Mediterranean forest: Computing payment boundaries. Ecosystem Services. DOI: 10.1016/j.ecoser.2015.11.006.

Publicaciones de referencia 2012-2015:
- Ameztegui A, Coll L, Messier C (2015). Modelling the effect of climate induced changes in recruitment and juvenile growth on mixed forest dynamics: The case of montane subalpine Pyrenean ecotones. ECOLOGICAL MODELLING 313. DOI: 10.1016/j.ecolmodel.2015.06.029
- Bonet JA, De Miguel S, de Aragón JM, Pukkala T, Palahi M (2012). Immediate effect of thinning on the yield of Lactarius group deliciosus in Pinus pinaster forests in Northeastern Spain. FOREST ECOLOGY AND MANAGEMENT 265. DOI: 10.1016/j.foreco.2011.10.039
- Brotons L, Aquilue N, de Cáceres M, Fortin MJ, Fall A (2013). How Fire History, Fire Suppression Practices and Climate Change Affect Wildfire Regimes in Mediterranean Landscapes. PLOS ONE 8(5) Number: e62392. DOI: 10.1371/journal.pone.0062392
- De Cáceres M, Legendre P, Wiser SK, Brotons L (2012). Using species combinations in indicator value analyses. METHODS IN ECOLOGY AND EVOLUTION 3(6). DOI:10.1111/j.2041210X.2012.00246.x
- De Cáceres M, Martínez Vilalta J, Coll L, Llorens P, Casals P, Poyatos R, Pausas JG, Brotons L (2015). Coupling a water balance model with forest inventory data to predict drought stress: the role of forest structural changes vs. climate changes. AGRICULTURAL AND FOREST METEOROLOGY 213. DOI: 10.1016/j.agrformet.2015.06.012
- Hermoso V, Januchowski Hartley SR, Linke S (2015). Systematic planning of disconnection to enhance conservation success in a modified world. SCIENCE OF THE TOTAL ENVIRONMENT 536. DOI: 10.1016/j.scitotenv.2015.07.120
- Karhu K, Auffret MD, Dungait JAJ, Hopkins DW, Prosser JI, Singh BK, Subke JA, Wookey PA, Agren GI, Sebastia MT, Gouriveau F, Bergkvist G, Meir P, Nottingham AT, Salinas N, Hartley IP (2014). Temperature sensitivity of soil respiration rates enhanced by microbial community response. NATURE 513(7516). DOI: 10.1038/nature13604
- Rovira P, Sauras T, Salgado J, Merino A (2015). Towards sound comparisons of soil carbon stocks: A proposal based on the cumulative coordinates approach. CATENA 133. DOI:10.1016/j.catena.2015.05.020
- Valor T, González Olabarría JR, Pique M (2015). Assessing the impact of prescribed burning on the growth of European pines. FOREST ECOLOGY AND MANAGEMENT 343. DOI:10.1016/j.foreco.2015.02.002
- Varela E, Jacobsen JB, Soliño M (2014). Understanding the heterogeneity of social preferences for fire prevention management. ECOLOGICAL ECONOMICS 106. DOI:10.1016/j.ecolecon.2014.07.014
- Titeux N, Henle K, Mihoub J, Regos A, Geijzendorffer I, Cramer W, Verburg P & Brotons L. (2016). Biodiversity scenarios neglect future land use changes. Global Change Biology. DOI:10.1111/gcb.13272)
- Stephens PA, Mason LR, Green RE, Gregory RD, Sauer JR, Alison J, Aunins A, Brotons L, Butchart, HM, Campedelli T, Chodkiewicz T, Chylarecki P, Crowe O, Elts J, Escandell V, Foppen RPB, Heldbjerg H, Herrando S, Husby M, Jiguet F, Lehikoinen A, Lindström A, Noble DG, Paquet JY, Reif J, Sattler T, Szép T, Teufelbauer N, Trautmann S, van Strien AJ, van Turnhout CAM, Vorisek P, Willis SG (2016). Consistent response of bird populations to climate change on two continents, Science 352(6281): 84‐87. DOI: 10.1126/science.aac4858